# Bulbophyllum ovatilabellum
Bulbophyllum ovatilabellum là một loài phong lan thuộc chi Bulbophyllum.